# Armascirus
Armascirus är ett släkte av spindeldjur. Armascirus ingår i familjen Cunaxidae.

## Dottertaxa tillArmascirus, i alfabetisk ordning[1]
- Armascirus akhtari
- Armascirus albiziae
- Armascirus anastosi
- Armascirus armata
- Armascirus asghhari
- Armascirus bakeri
- Armascirus bifidus
- Armascirus bison
- Armascirus campbelli
- Armascirus cerrus
- Armascirus cyaneus
- Armascirus ebrius
- Armascirus fixus
- Armascirus garciai
- Armascirus gimpeli
- Armascirus gojraensis
- Armascirus harrisoni
- Armascirus heryfordi
- Armascirus huyssteeni
- Armascirus jasmina
- Armascirus javanus
- Armascirus lebowensis
- Armascirus limpopoensis
- Armascirus mactator
- Armascirus makilingensis
- Armascirus pluri
- Armascirus quadripilus
- Armascirus rafalskii
- Armascirus sabrii
- Armascirus satianaensis
- Armascirus smileyi
- Armascirus taurus
- Armascirus virginiensis